# Мёльбю, Джонни
Джонни Мёльбю (дат. Johnny Mølby; род. 4 февраля 1969, Коллинг, Вайле) — датский футболист, полузащитник, известный по выступлениям за «Вайле» и сборную Дании. Участник чемпионата Европы 1992 года. Кузен футболиста Яна Мёльбю.

## Клубная карьера
Мёльбю начал свою карьеру в клубе «Вайле» и считался одним из самых талантливых полузащитников своего поколения. Поэтому в 1992 году сразу после триумфального Евро-92 он перешёл из средненького датского клуба сразу во французский «Нант». В новой команде он не смог адаптироваться во Франции и вскоре перешёл в «Боруссию» из Мёнхенгладбаха. Отыграв сезон в Германии, Джонни перешёл в бельгийский «Мехелен», а потом вернулся на родину, где выступал за «Ольборг» и «Орхус». В 2000 году он перешёл в клуб из своего родного города «Коллинг», где был играющим тренером до 2004 года.

## Международная карьера
В 1989 году Мёльбю дебютировал за сборную Дании. В 1992 году был включён с заявку национальной команды на участие в чемпионате Европы и стал победителем турнира. На турнире он был резервным футболистом и не сыграл ни в одном поединке.

## Статистика

### Матчи Мёльбю за сборную Дании
| Матчи Мёльбю за сборную Дании | Матчи Мёльбю за сборную Дании | Матчи Мёльбю за сборную Дании | Матчи Мёльбю за сборную Дании | Матчи Мёльбю за сборную Дании | Матчи Мёльбю за сборную Дании |
| ----------------------------- | ----------------------------- | ----------------------------- | ----------------------------- | ----------------------------- | ----------------------------- |
| №                             | Дата                          | Соперник                      | Счёт                          | Голы Мёльбю                   | Соревнование                  |
| 1                             | 8 февраля 1989                | Мальта                        | 2:0                           | —                             | Товарищеский матч             |
| 2                             | 10 февраля 1989               | Финляндия                     | 0:0                           | —                             | Товарищеский матч             |
| 3                             | 12 февраля 1989               | Алжир                         | 0:0                           | —                             | Товарищеский матч             |
| 4                             | 5 февраля 1990                | ОАЭ                           | 1:1                           | —                             | Товарищеский матч             |
| 5                             | 14 февраля 1990               | Египет                        | 0:0                           | —                             | Товарищеский матч             |
| 6                             | 12 июня 1991                  | Италия                        | 0:2                           | —                             | Товарищеский матч             |
| 7                             | 15 июня 1991                  | Швеция                        | 0:4                           | —                             | Товарищеский матч             |
| 8                             | 4 сентября 1991               | Исландия                      | 0:0                           | —                             | Товарищеский матч             |
| 9                             | 25 сентября 1991              | Фарерские острова             | 4:0                           | —                             | Чемпионат Европы 1992 (отбор) |
| 10                            | 9 октября 1991                | Австрия                       | 3:0                           | —                             | Чемпионат Европы 1992 (отбор) |
| 11                            | 13 ноября 1991                | Северная Ирландия             | 2:1                           | —                             | Чемпионат Европы 1992 (отбор) |
| 12                            | 8 апреля 1992                 | Турция                        | 1:2                           | —                             | Товарищеский матч             |
| 13                            | 29 апреля 1992                | Норвегия                      | 1:0                           | —                             | Товарищеский матч             |
| 14                            | 3 июня 1992                   | СНГ                           | 1:1                           | —                             | Товарищеский матч             |
| 15                            | 9 сентября 1992               | Германия                      | 1:2                           | —                             | Товарищеский матч             |
| 16                            | 24 февраля 1993               | Аргентина                     | 1:1 (4:5 пен.)                | —                             | Кубок Артемио Франки 1993     |

Итого: 16 матчей / 0 голов; 5 побед, 6 ничьих, 5 поражений.

## Достижения
Дания
- Чемпионат Европы по футболу — 1992